# 傅景阳
傅景阳（1900年—1942年），原名傅成春。满族，辽宁省瓦房店市人。中国共产党早期领导人之一。

## 生平
1915年，考入大连满铁沙河口工场技工养成所，为第7期见习生。1919年，毕业后分配在该场台车职场当工人。1923年12月2日，发起成立“满铁”沙河口工场华人工学（后改为中华工学会），当选为会长；1924年6月，加入中国社会主义青年团，担任大连团支部工运委员。1925年2月，赴广州参加中国第二次劳动大会，当选为中华全国铁路总工会执行委员，并加入中国共产党，成为大连地区首位中共党员。
1925年上海五卅惨案发生后，按照党的指示，同傅立鱼发起组织了由大连中华工学会、大连中华青年会、大连印刷职工联合会等5个团体参加的沪案后援会。在大连掀起民运。1926年1月大连党组织建市后，任中共大连特支委员、大连地委委员。1926年4月，根据中共大连地委的决定，以大连中华工学会委员长的身份领导了福纺纱厂四二七人罢工。同年6月24日，被日本当局逮捕。在狱中虽然受到种种酷刑，但始终坚贞不屈。1927年3月，被释放遣送回原籍。1942年，逝世。